# Francisco Moliner Nicolás
Francisco Moliner y Nicolás (Valencia, 20 de febrero de 1851-Madrid, 21 de enero de  1915) fue un médico, catedrático y político español.

## Biografía
Médico. Después de cursar los estudios de Medicina en Valencia, obtuvo la cátedra de Patología Médica de la Universidad de Zaragoza en 1883. Rápidamente la permutó la plaza por la cátedra de Obstetricia de la Universidad de Granada y, sólo un mes más tarde, por la de Fisiología de su ciudad natal. 

En 1890 fue designado por el Ayuntamiento de Valencia y la Real Academia de Medicina para estudiar en Alemania el procedimiento Kock contra la tuberculosis. Obtuvo relevancia pública con sus críticas al método contra el cólera de Jaume Ferrán. Durante algún tiempo fue rector de la Universidad de Valencia, como su maestro Nicolás Ferrer Julve, pero perdió el puesto tras una polémica por organizar una corrida de toros.

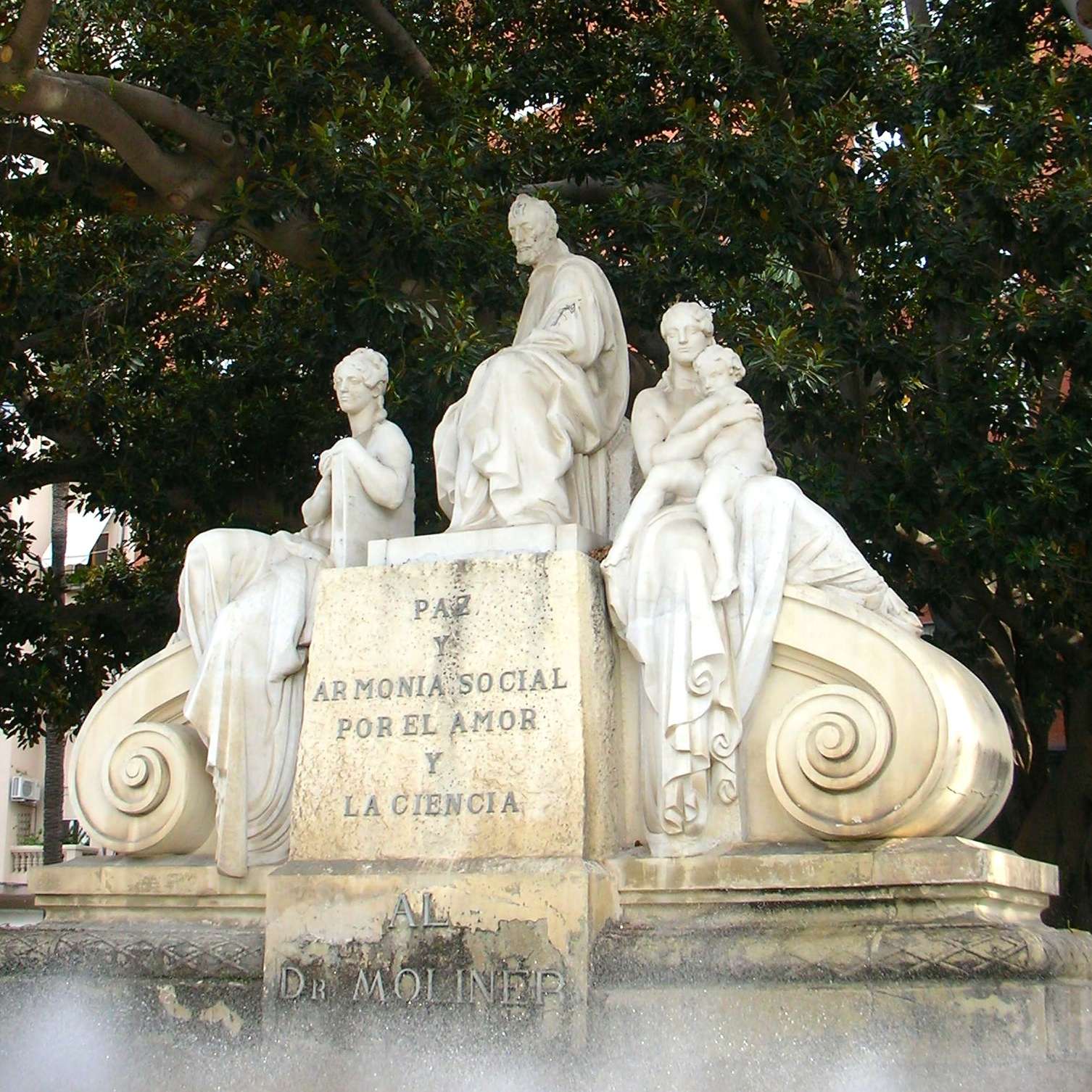
Monumento al doctor Moliner en la Alameda de Valencia

Trabajó activamente en favor del sanatorio de Porta Coeli para tuberculosos (actualmente llamado en su honor Hospital Dr. Moliner) y en la promoción de campañas sanitarias y por la enseñanza. Su popularidad le llevó a ser elegido diputado. Fundó también un periódico que primero se tituló Porta-Coeli y después El Noticiero Valenciano. 
No dudó en utilizar su influencia sobre los estudiantes y los obreros para obtener apoyos para sus proyectos. En 1908 fue detenido por orden del gobernador civil Pérez Moroso, acusado de "excitar a la rebelión entre los estudiantes y promover la agitación entre ellos, especialmente entre los de medicina". Acusado de un delito de sedición por los actos promovidos en la Universidad y en el Instituto, y por la publicación de un panfleto que no fue presentado a la autorización previa del gobernador, fue condenado y perdió su cátedra.

## Obras
- La cuestión Ferran.
- Historia de la cuestión Ferrán en España y Francia.
- Del cólera en el estado actual de la ciencia y su tratamiento por el lavado de sangre.
- Lecciones clínicas sobre la pulmonía infecciosa.